# 1922 (فلم)
1922 هو فيلم رعب و جريمة و دراما تم انتاجه في الولايات المتحدة و صدر سنة 2017 من بطولة توماس جين وديلان شميد ونيل ماكدونو ومولي باركر.

## القصة
القصة تتمحور حول ويلفريد جيمس الذي ترث زوجته  عشرات الفدادين الزراعة التي يضمها بدوره إلى أرض منزلهم، وتصبح بذلك رقعتهم الزراعية تساوي 180 فدانًا بالكامل. يعشق ويلفريد أعمال الأرض ويحب أن يراها مزدهرةً، وتُعطيه محاصيلًا ناضجةً كل عام، ويطمح في النهاية بأن يرث هينري ولده المراهق كل ذلك بعدما يكتنفه الثرى. لكن زوجته لا تحب حياة الريف وتريد العيش بالمدينة وتبيع الأرض لتأخذهم جميعًا هناك معها، يرى ويلفريد أنّ ذلك دمار لعائلته ولابنه على وجه الخصوص. لذلك، يقرر استغلال تصرفات الأم التعسفية بعض الشيء تجاه الولد كي يرسخ بداخل ذهنه الفكرة التي يريد تنفيذها، فإذا لم تكن الأم موجودةً، ستصبح الأرض كلها ملكًا لهم ليعيشوا حياةً سعيدةً ورغدةً. الآن يخططان لقتل الأم في فراشها! والآن لن يصير أي شيء كما كان أبدًا!!

## وصلات خارجية
- مقالات تستعمل روابط فنية بلا صلة مع ويكي بيانات